# Forças Armadas de Cabo Verde

Bandeira da República de Cabo Verde

As Forças Armadas Cabo Verdeanas ou FACV são as forças armadas de Cabo Verde. Incluem dois ramos, a Guarda Nacional e a Guarda Costeira.
A guarda Costeira é dividida em 2 ramos a esquadrilha aérea e a esquadrilha naval.
A Esquadrilha Aérea é unidade da Guarda Costeira, responsável pelo patrulhamento e a segurança aérea de todo o território cabo-verdiano.
Tem como missões principais:
– Patrulhar a Zona Econômica Exclusiva (ZEE), com o intuito de evitar a pesca ilegal, o narcotráfico e a imigração ilegal;
- Efetuar evacuações Médicas;
- Executar transporte VIP.
É de salientar, que a Esquadrilha Aérea é ainda responsável pela SAR (Search and Rescue – Busca e Salvamento)     
A Esquadrilha Aérea espera nos próximos tempos melhorar as suas atuações no aspeto operacional e ainda melhorar quer em termos de equipamentos, quer em termos de recursos humanos, para poder cumprir as suas obrigações da melhor forma possível.

## História
Antes de 1975, Cabo Verde era uma província ultramarina de Portugal, com uma pequena guarnição militar portuguesa que incluía soldados portugueses e de Cabo Verde.
Ao mesmo tempo, alguns cabo-verdianos estavam servindo nas Forças Armadas Revolucionárias do Povo (FARP), uma ala militar do Partido Africano para a Independência da Guiné e Cabo Verde que lutavam pela independência conjunta da Guiné e Cabo Verde na Guerra da Independência da Guiné-Bissau. A FARP tornou-se as forças armadas nacionais da Guiné-Bissau, quando sua independência foi reconhecida por Portugal em 1974.
As Forças Armadas de Cabo Verde foram criadas quando o país se tornou independente em 1975, sendo também oficialmente designado Forças Armadas Revolucionárias do Povo (FARP). A FARP Cabo Verde foi composta por duas agências independentes, o Exército e a Guarda Costeira.

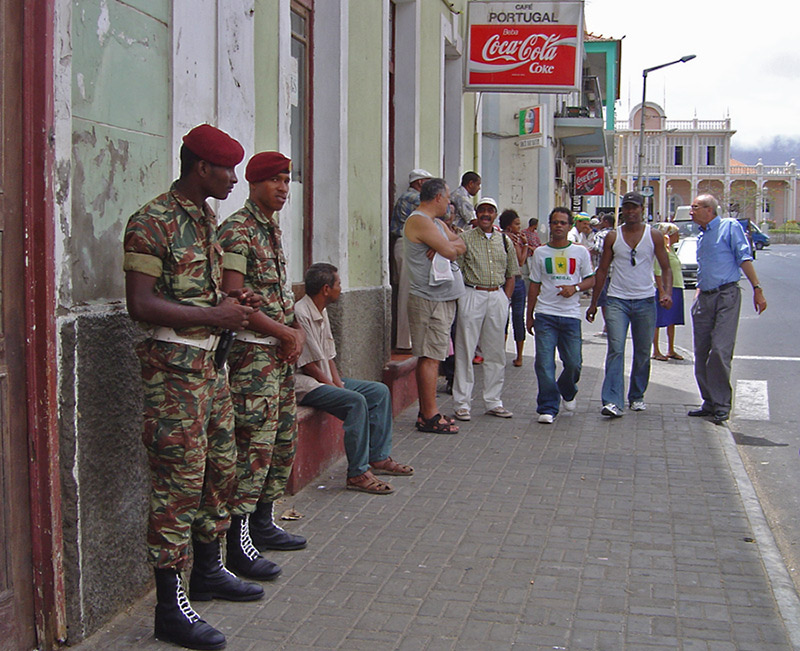
Policia Militar em Mindelo

No início da década de 1990, a designação "FARP" foi abandonada e os militares de Cabo Verde começaram a ser designados Forças Armadas Cabo-Verdianas.
As Forças Armadas de Cabo Verde (FACV ou FA) são formadas pela Guarda Nacional e pela Guarda Costeira, esta última composta pela Esquadrilha Naval e pela Esquadrilha Aérea.
HISTÓRIA DA GUARDA COSTEIRA
Após a independência em 05/07/75, iniciou-se o primeiro recrutamento do pessoal para formar a guarnição de duas videtas oferecidas pela ex URSS. Uma das videtas foi colocada na Praia e a outra em Mindelo. Incialmente a Marinha de Guerra e Aviação era formada apenas por estas duas videtas. Mais tarde em 1976 foi criada a 1ª força de Fuzileiros Navais. Em meados 1977 foram para a URSS alguns elementos, a fim de receber treinos para guarnecer mais 3 navios, 2 videtas (35m cada) e um navio para transporte de pessoal e material, oferecidas pela URSS. Em 1978 chegaram os referidos navios, A450 (denominada de 5 de Julho), e as outras duas videtas (P351 e P352). As duas primeiras videtas tiveram um tempo de vida de aproximadamente 10 anos, isto devido a falta de sobressalentes e também devido a tempo de vida dos próprios navios. É de se referir que quando foram oferecidos já se encontravam com alguns anos de vida.
No início da década de 80 a Marinha de Guerra e Aviação passou a ser denominada de Marinha Nacional Popular. A unidade de Fuzileiros funcionou durante aproximadamente um ano e meio, os seus elementos passaram a fazer parte da guarnição dos navios. Entre 1987 e 88 foram afundadas as duas videtas devido a falta de sobressalentes e gastos elevados.
Entre 1986 e 88 extinguiu-se a Marinha Nacional Popular, funcionando apenas uma comissão técnica. Nesta altura apenas funcionava o 5 de Julho.
Pelo Decreto Lei nº192/91 de 30 de Dezembro e pelo Despacho do Governo (MD 18/92) de 06 de Março cria-se a Guarda Costeira (GC).
Pelos Despachos Governamentais (MD 41/93 e MD 42/93) é instalado a GC na cidade da Praia e é nomeado o seu 1º Comandante, Tenente-Coronel Eliseu Lopes.
Pelo Decreto lei nº 30/07 de 20 de Agosto é reformado as FA. Criou-se a Esquadrilha Naval da Guarda Costeira.

PATRONO DA GUARDA COSTEIRA
Pela Resolução nº6/2010 de 5 de Abril, artigo 2º é designado Patrono da Guarda Costeira o Comandante EDUARDO SILVA SANTOS,
Combatente da Liberdade da Pátria.
Pelo artigo 3º da mesma resolução é instituido o dia 11 de Outubro, data de nascimento do Comandate Eduardo Silva Santos, como o dia da Guarda Costeira.

Em 2007, a FACV iniciou uma grande reorganização que incluiu a transformação do Exército na Guarda Nacional.
Juntamente com a Polícia de Cabo Verde, a FACV realizou a Operação Lancha Voadora, uma operação bem-sucedida para pôr fim a um grupo de tráfico de drogas que contrabandeava cocaína da Colômbia para os Países Baixos e a Alemanha usando Cabo Verde como ponto de reabastecimento. A operação levou mais de três anos, sendo uma operação secreta durante os dois primeiros anos, e terminou em 2010.
Embora localizada na África, Cabo Verde sempre teve relações estreitas com a Europa. Por isso, várias opiniões defendem que Cabo Verde pode entrar na Organização para a Segurança e Cooperação na Europa e na OTAN.
O mais recente envolvimento da FACV foi o massacre de Monte Tchota que resultou em 11 mortes.